# Haglöfs
Haglöfs AB es una marca de equipamiento para actividades al aire libre fundada en 1914 en Suecia por Wiktor Haglöf.

## Empresa
Haglöfs se vende en 28 mercados a través de: Venta de mayor (cuentas directas y a través de distribuidores), tiene comercio electrónico en 13 países y gestiona 12 tiendas propias.
Haglöfs opera a través de filiales en Suecia, Noruega, Finlandia, Dinamarca, Alemania, Reino Unido y tiene operaciones propias en Francia.
Haglöfs diseña, desarrolla y comercializa ropa, calzado y accesorios para uso al aire libre desde su sede central en Alvik, Estocolmo, Suecia. Haglöfs no posee fábricas propias, pero colabora con una red de más de 90 proveedores de materiales y fabricantes de ropa, calzado y accesorios en 17 países. La mayoría de los productos de Haglöfs se envían a su almacén de Eskilstuna, Suecia, desde donde se distribuyen a diversos canales de venta.
El 12 de julio de 2010, Haglöfs se convirtió en una filial propiedad de la marca japonesa de ropa deportiva Asics, que compró Haglöfs por 11 millones de yenes.
En 2022, la empresa vendía productos por 976 millones de coronas suecas y tenía 238 empleados en todo el mundo, de los cuales 190 estaban en Suecia.
El 18 de diciembre de 2023, LionRock Capital Limited adquirió a Asics una participación del 100% en Haglöfs.